# Ay
Ay oder Aÿ (Aussprache [aˑji]) ist eine Ortschaft und eine ehemalige französische Gemeinde mit 3.508 Einwohnern (Stand: 1. Januar 2022) im Département Marne in der Region Grand Est (bis 2015: Champagne-Ardenne).
Mit Wirkung vom 1. Januar 2016 wurden die bisherigen Gemeinden Ay, Bisseuil und Mareuil-sur-Ay zu einer Commune nouvelle mit dem Namen Aÿ-Champagne zusammengeschlossen und verfügen in der neuen Gemeinde über den Status einer Commune déléguée. Der Verwaltungssitz befindet sich im Ort Ay.

## Lage
Ay liegt an der Marne, etwa 28 Kilometer südlich von Reims im Regionalen Naturpark Montagne de Reims.
Das Städtchen hat mehrere kleine Champagner-Kellereien, die Villa Bissinger ist Sitz des Institut International des Vins de Champagne. Der Präsident des Instituts gibt – auch in deutscher Sprache – theoretische Einführungen zum Thema Champagner.

## Geschichte und Bevölkerungsentwicklung
Schon die Gallier versorgten sich über die Wege der Champagne mit Wein aus dem Mittelmeerraum, bis sie selbst mit dem Weinbau begannen. Von dort bis zur Erfindung der zweiten Gärung, die dieses „Terroir“ einzigartig auf der Welt gemacht hat, dauerte es aber noch lange. Bereits seit dem 17. Jahrhundert galt Ay als Zentrum der besten Champagnerwinzer, in dem Fürsten und Adel ihre Weingüter besaßen. Der Kreideboden des Ortes Ay ist gespickt – truffé, wie die Bewohner sagen – mit ausgedehnten Kellergewölben, in denen Millionen Flaschen auf Stoß lagern.
| Jahr      | 1962 | 1968 | 1975 | 1982 | 1990 | 1999 | 2007 | 2013 |
| Einwohner | 4680 | 4884 | 4883 | 4773 | 4318 | 4315 | 4175 | 3978 |

## Politik

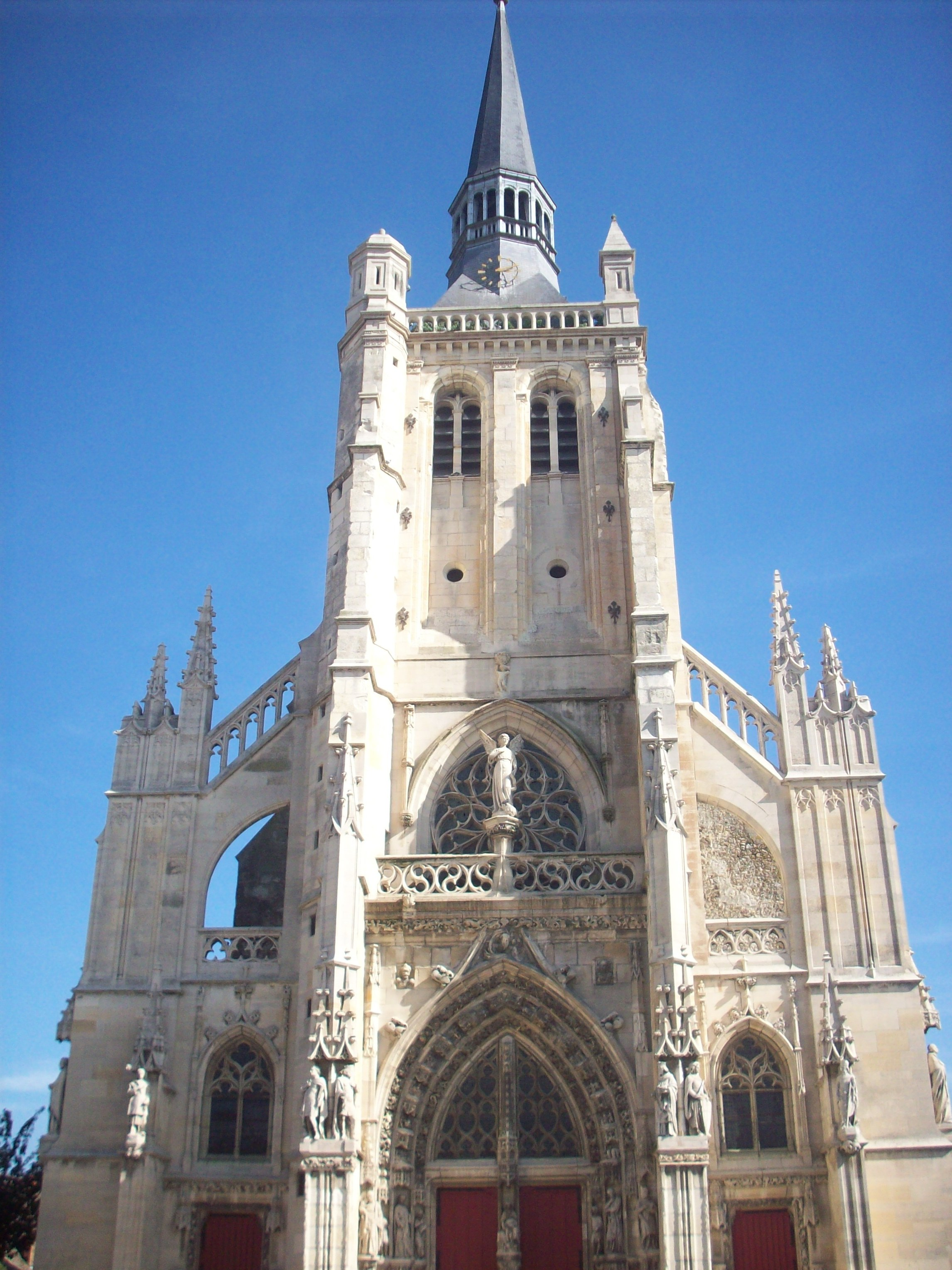
Fassade der Kirche Saint-Brice

Als Arbeitervorort von Épernay, in dem viele Eisenbahner wohnten, war Ay lange Zeit eine Hochburg der Kommunisten.

## Gebäude und Denkmäler
- Kirche Saint-Brice (monument historique) aus dem 15. Jahrhundert
- Besichtigungspfad durch die Stadt: les Musardises Agéennes (eingeweiht 2004)
- Sitz des Institut International des Vins de Champagne

## Festlichkeiten
Alle zwei Jahre, am ersten Juli-Wochenende, feiert Ay den König Henri IV., der sich Sire d’Ay nennt. Er soll den Titel Herr der Weinberge von Ay allen anderen Titeln, auf die er als König von Frankreich Anspruch hatte, vorgezogen haben.
Das Fest entspricht einem Weinfest, bei dem viele Champagner-Kellereien ihre Tore geöffnet haben. Höhepunkt ist ein großes Feuerwerk, das immer Samstag abends stattfindet. Musikalisch umrahmt wird das Fest von Musikgruppen aus dem eigenen Gebiet und aus den Partnerstädten. Besigheim, Partnerstadt seit 1966, wird zum Beispiel musikalisch traditionell von der Stadtkapelle und von Schulbands des Gymnasiums vertreten.

## Persönlichkeiten
- Joseph Jacob Bollinger (1803–1884), Gründer des Champagnerhauses Bollinger in Ay und auch dort gestorben
- René Lalique (1860–1945), Unternehmer, Firmengründer und einer der bekanntesten Schmuck- und Glaskünstler des Art déco, in Ay geboren
- Lucien Berland (1888–1962), Entomologe und Arachnologe, in Ay geboren
- Roger Gauthier (1902–1981), Autorennfahrer
- Denise Schmandt-Besserat (* 1933), Archäologin, in Ay geboren

## Weinbau und Gastronomie

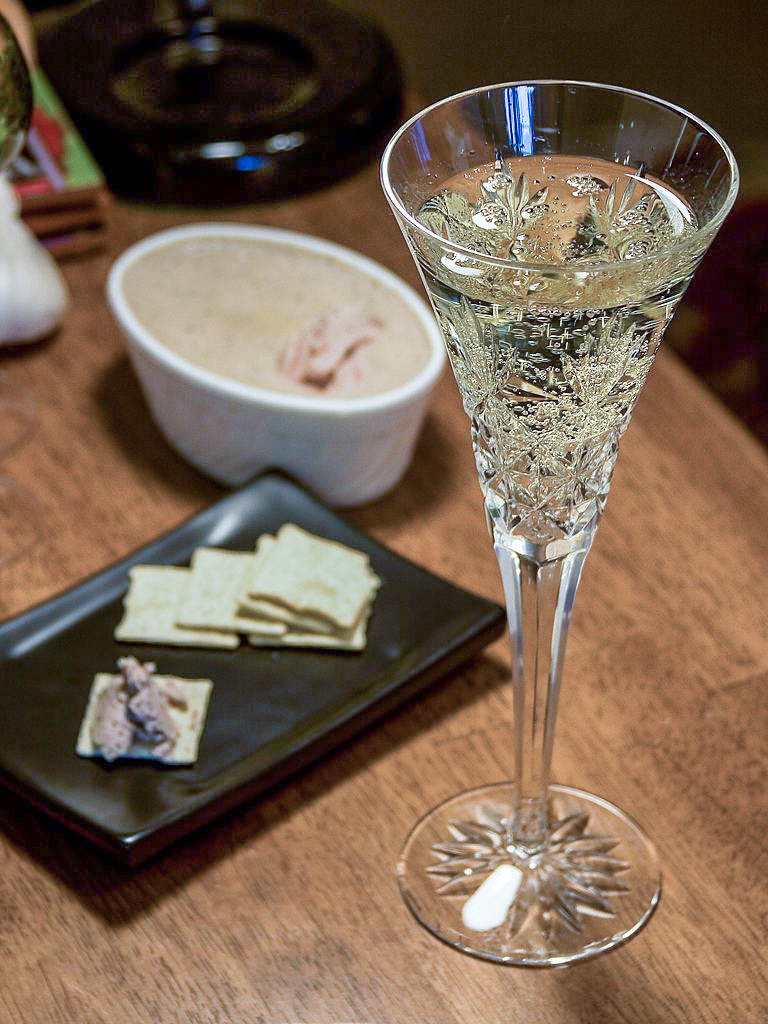
Champagner

### Lage und Rebsorten
Die Gemeinde Ay gehört zur Region Grande Vallée de la Marne des Weinbaugebietes Champagne. Ihre 355 Hektar Weinberge sind als Grand Cru eingestuft. Der Ort wird dominiert von einem Südhang auf Kreideboden. Da sich das Tal der Marne in Ay zur Ebene der Champagne hin öffnet, ist das Mikroklima hier trockener als in den anderen Gemeinden des Marnetals. Insgesamt entstehen hier kräftige und aromatische Champagner mit lebhaftem Säurespiel.
Mit Abstand wichtigste Rebsorte ist der Pinot Noir mit einem Anteil von 90 %. Den Rest teilen sich Pinot Meunier und Chardonnay.

### Erzeuger
Größter Besitzer in Ay ist das Haus Moët & Chandon mit über 100 Hektar Rebfläche. 21 Hektar gehören Bollinger, darunter eine Parzelle mit wurzelechten Reben, aus der eine besondere Cuvée namens Vieilles vignes françaises gewonnen wird. Weitere Häuser mit bedeutendem Weinbergbesitz in Ay sind Ayala, Deutz und Gosset. 7,2 Hektar in besten Parzellen gehören dem ortsansässigen Familienbetrieb Gatinois. Folgende Kellereien befinden sich in Ay:
- Ayala
- Bollinger
- Deutz
- Gatinois
- Gosset
- Henri Goutorbe
- Lallier
- Montvillers

Die unter der Marke Raoul Collet verkaufende Erzeugergemeinschaft wurde 1921 gegründet und ist damit die älteste Winzergenossenschaft der Champagne. Heute verarbeitet sie das Traubengut von 450 Hektar Weinbergen.

### Gastronomie
Neben den um die Weinberge geschachtelten Champagnerhäusern bietet Ay noch einen kleinen Wochenmarkt, zwei Restaurants und drei Bars. Einer der familiären Champagnerhersteller des Städtchens, das Haus Henri Goutorbe, betreibt das Hotel Jeanson in seinem alten Familiensitz, dem Castel Jeanson.